# 2161 Grissom
2161 Grissom (1963 UD) là một tiểu hành tinh được phát hiện tại ở Đài thiên văn Goethe Link gần Brooklyn, Indiana bởi Chương trình tiểu hành tinh Indiana. Nó được đặt theo tên astronaut Gus Grissom.